# 조쇼인
조쇼인(長勝院, 덴분 17년 (1548년) - 겐나 5년 12월 6일 (1620년 1월 10일))은 센고쿠 시대부터 에도 시대에 걸쳐 살은 여성이다. 에도 막부 초대 쇼군 도쿠가와 이에야스의 측실이다. 모노노베성 나가미씨 나가미 요시히데의 딸이다. 통칭 오코챠(於古茶), 오만노카타(於万の方), 코토쿠노츠보네(小督局)이다. 유우키 히데야스의 생모이다.

## 생애

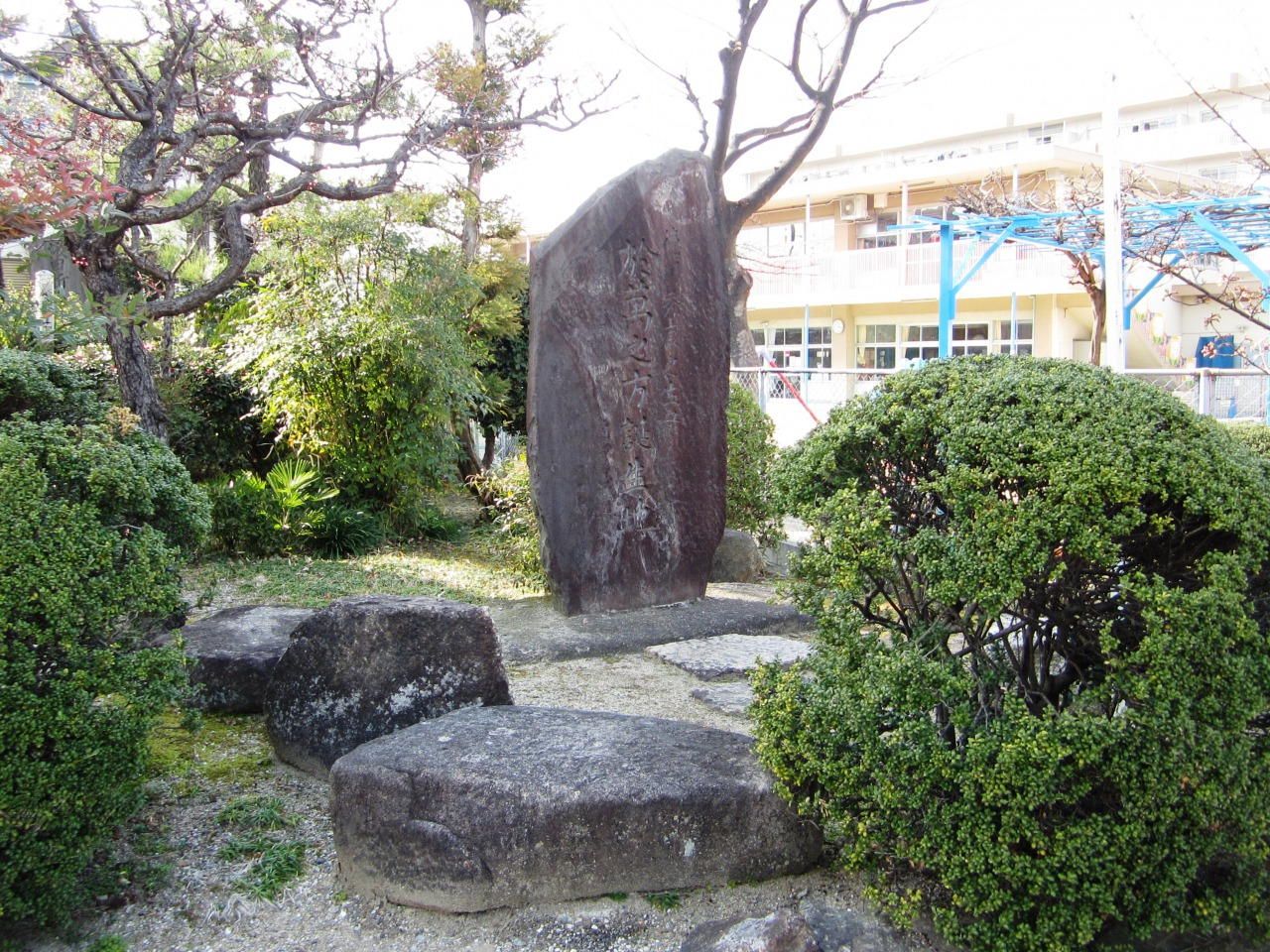
오만노카타 탄생지 (아이치현 치류시 소지지)

덴분 17년 (1548년), 미카와국 치리후메이진의 사인(社人) 나가미 요시히데 (시마모카미)의 딸로 태어났다. 이름은 만(万), 오코챠(於古茶), 마츠(松), 키쿠코(菊子), 오코만(於故満)으로 전해진다. 수암견문록에 수록되어 있는 혼다 시게츠구 서신에는 "오코챠(おこちゃ)"라고 쓰인 것이 보이므로, 당시 혼다 시게츠구에게는 "오코챠"라고 불린 것으로 보인다. 또, 『치류시사(知立市史)』에서는 만의 어머니를 미즈노 타다마사의 딸로, 오다이노카타의 외조카로 쓰여있다.
첫 도쿠가와 이에야스의 정실 츠키야마도노의 오쿠조츄 중에서 이에야스의 주선을 받아 오기이 (후의 유우키 히데야스)를 낳았다고 하는데, 이에야스가 나가미씨를 신하로 삼았을 때, 쵸쇼인에게 섬길 것을 약속하게 하고, 겐키 3년에 하마마츠성에서 섬기며 오기이를 낳았다고 한다. 이때 쌍둥이였다고 하며, 흔히 나가미 사다치카가 다른 쌍둥이라고도 한다. 치류 신사에는 쵸쇼인이 사다치카의 요태를 걱정하여 보낸 편지가 남아 있다.
이에야스의 정실 츠키야마도노는 쵸쇼인이 이에야스의 아이를 갖는 것에 대해 승인하지 않았기 때문에 쵸쇼인은 하마마츠성 내에서 퇴거당했다고 한다. 그것은 정처로서의 권한이었다. 정처는 별처나 첩으로서 승낙할 수 있는 권한을 가지고 있었다고 생각된다. 츠키야마도노는 쵸쇼인을 이에야스의 첩으로 삼는 것을 알지 못했고, 그럼에도 임신했기 때문에, 뇨보슈로부터 추방한 것이다. 그것이 에도 시대에 이르러 아내의 질투 등이라고 하는, 축소된 이해가 되고 있다. 히데야스를 임신한 쵸쇼인은 중신 혼다 시게츠구의 배려로 출산 하였다. 성 안에서 추방되었다는 것은 태어날 아이를 이에야스 본인의 아이로 인정하지 않겠다는 뜻이었다.
덴쇼 12년 (1584년), 11세의 오기이마루가 도요토미 히데요시의 양자가 되어 나중에 원복하고 히데야스로 개명하였다. 히데야스는 유우키 하루모토의 양녀 에도 츠루코와 결혼해 데릴사위로 유우키씨를 이었다. 세키가하라 전투 후에는 히데야스가 키타노쇼성의 성주가 되었으므로, 쵸쇼인도 이에 동행한다. 게이초 12년 (1607년), 히데야스가 키타노쇼에서 급사하자, 이에야스의 허락 없이 출가했지만, 책망은 없었다.
겐나 5년 (1619년), 72세의 나이로 키타노쇼에서 사망하여, 코겐지에 묻혔다. 에이헤이지에서 분골하였다. 장례 시의 계명은 長勝院松室妙載大姉이다.

## 나가미씨
히데야스의 후손인 에치젠 마츠다이라가의 후쿠이번을 비롯한 각 다이묘 가문에서는 서류(庶流)는 쵸쇼인에 더해 나가미씨를 자처하는 경우가 있다. 또한 가신단 중에 쵸쇼인의 연척인 나가미씨가 여럿 존재한다. 나가미 요시카츠, 나가미 요시츠구, 나가미 요시노 등이 있다. 그 외 마찬가지로 후쿠이번과 관련된 나가미 민부 (마츠다이라 민부)가 있다.

## 쵸쇼인이 등장하는 작품
- 도쿠가와 이에야스 (1983년, NHK대하드라마) - 배우 아즈마 테루미
- 아오이 도쿠가와 삼대 (2000년, NHK대하드라마) - 배우 오사나이 미나코
- 어쩌지 이에야스 (2023년, NHK대하드라마) - 배우 마츠이 레나